# Колешени (Алба)
Колешени (рум. Coleșeni) насеље је у Румунији у округу Алба у општини Бучум. Oпштина се налази на надморској висини од 664 m.

## Становништво
Према подацима из 2002. године у насељу је живело 69 становника, од којих су сви румунске националности.